# Трет-бутоксикарбонильная группа

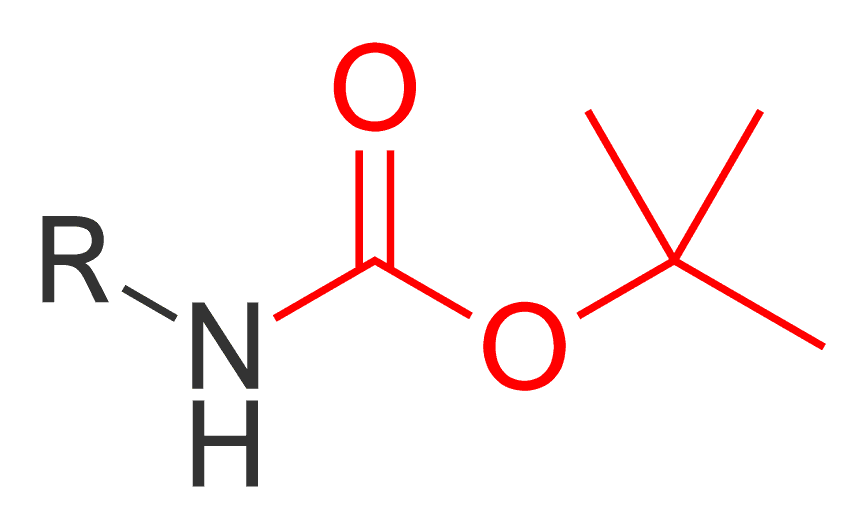
Защита амина с помощью БОК-группы

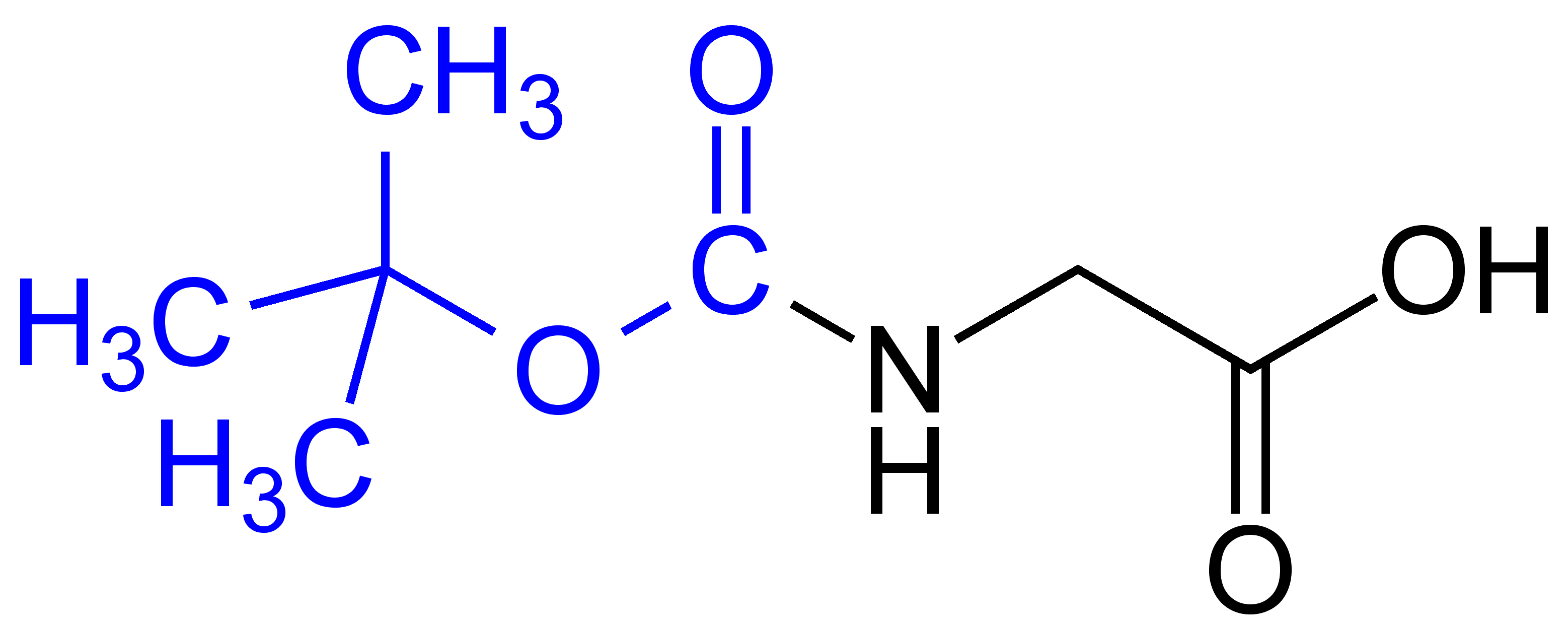
Бок-глицин. Трет-бутоксикарбонильная защитная группа отмечена синим цветом.

Трет-бутоксикарбонильная группа или трет-бутилоксикарбонильная группа (БОК-группа, англ. tert-Butoxycarbonyl protecting group, англ. Boc) — защитная органильная группа, участвующая в органическом синтезе; имеет химическую формулу (CH3)3C−O−C(=O)−.
Является одной из наиболее часто используемых групп для защиты аминов, в частности, в синтезе пептидов. Используется в твердофазном синтезе методом Роберта Меррифилда, в котором присоединяемую к полимеру аминогруппу аминокислоты защищают добавлением трет-бутоксикарбонильной группы.
Впервые была представлена в 1957 в целях синтеза пептидов.

## Добавление БОК-группы
БОК-группа может быть добавлена к амину при наличии воды с использованием ди-трет-бутилдикарбоната в присутствии такого основания как гидрокарбонат натрия:
Также защита амина может быть достигнута в растворе ацетонитрила с использованием 4-диметиламинопиридина в качестве основания.

## Удаление БОК-группы
Удаление БОК-группы в аминокислотах может быть осуществлено с использованием сильных кислот, таких как трифторуксусная кислота в чистом виде, или в дихлорметане. При наличии других защитных групп выборочное удаление с помощью кислот может быть затруднено, например, в присутствии бензилоксикарбонильных групп. По методу Меррфилда удаление может осуществляться через реакцию бок-аминокислоты с хлорметилированным полимером путём ацидолиза хлороводородом в уксусной кислоте. Сложность может оказаться в тенденции промежуточного трет-бутилового катиона к алкилированию других нуклеофилов; могут использоваться поглотители, такие как анизол или тиоанизол. Избирательное расщепление N-бок-группы в присутствии других защитных групп возможно при использовании хлорида алюминия.
Последовательная обработка триметилсилил-йодидом, а затем метанолом также может быть использована для снятия защиты БОК, особенно в тех случаях, когда другие методы снятия защиты слишком суровы для субстрата. Механизм включает силилирование карбонильного кислорода и удаление трет-бутилиодида (1), метанолиз силилового эфира до карбаминовой кислоты (2) и, наконец, декарбоксилирование до аминогруппы (3).
| R2NCO2tBu + Me3SiI → R2NCO2SiMe3 + tBuI | (1) |

| R2NCO2SiMe3 + MeOH → R2NCO2H + MeOSiMe3 | (2) |

| R2NCO2H → R2NH + CO2 | (3) |